# Notentulus zunyinicus
Notentulus zunyinicus är en urinsektsart som beskrevs av Yin 1989. Notentulus zunyinicus ingår i släktet Notentulus och familjen lönntrevfotingar. Inga underarter finns listade i Catalogue of Life.